# ロードレース世界選手権

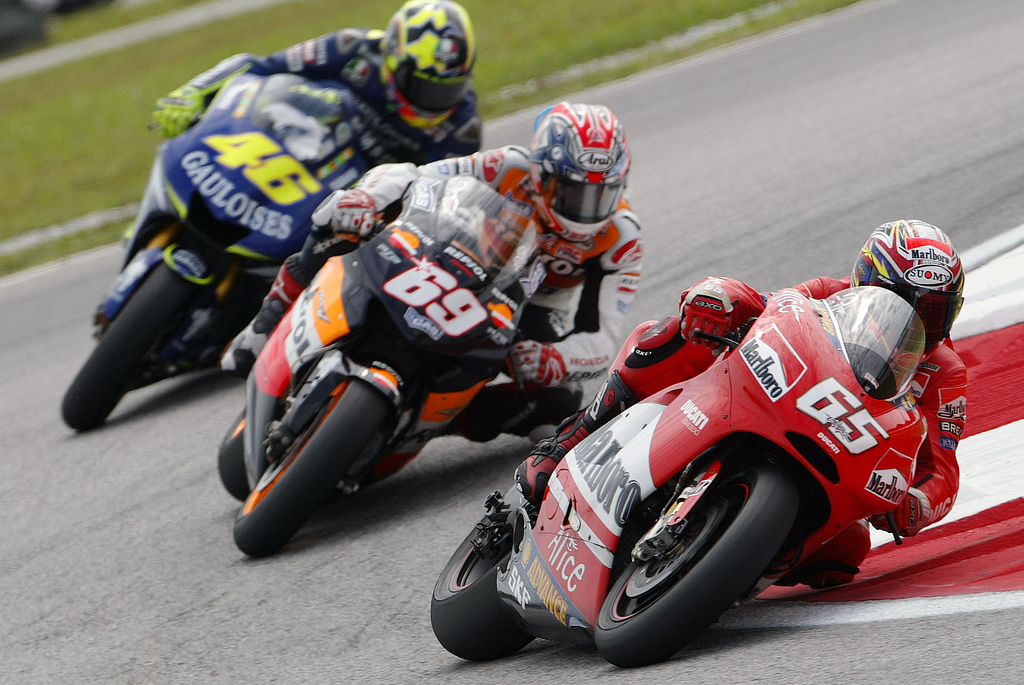
2005年のマレーシアGP決勝。前からカピロッシ、ヘイデン、ロッシ。

ロードレース世界選手権（ロードレースせかいせんしゅけん）は、オートバイによるモータースポーツ。国際モーターサイクリズム連盟（FIM）が統括し、1949年に始まった二輪ロードレースの最高峰カテゴリーである。現在はドルナ社（DORNA）が各種権利等を管理している。
かつての正式名称は『FIM Road Racing World Championship Grand Prix』で、2016年シーズンより「Road Racing」の表記が外され、『FIM Grand Prix World Championship』という正式名称を用いている。シリーズの略称は2001年までは「WGP（World Grand Prixの略）」や、日本では「世界GP」や「世界グランプリ」などが一般的だったが、2002年に最高峰の500ccクラスがMotoGPクラスに改編されたのを機に、現在はシリーズ全体の略称にもMotoGP（モトジーピー）が使われる場合が多い。
現在は、レース専用に開発された二輪車を用い、レース専用に建設された世界各地のサーキットを転戦し、ライダーとマシンの速さを競うという内容になっている。かつては公道用市販車を改造したマシンも出場しており、公道を封鎖したコースも数多く使用されていた。

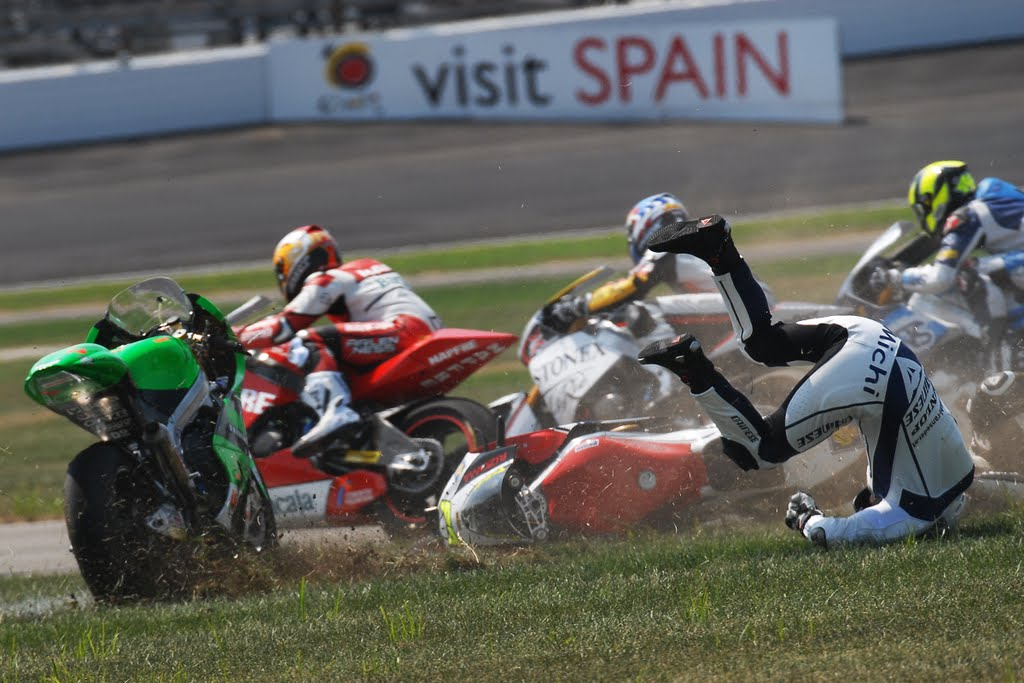
2010年のインディアナポリスGP Moto2クラス決勝で発生した多重クラッシュ

選手権はエンジンの排気量別に4つのクラスに分かれており、2025年現在、MotoGPクラスは4ストローク1000cc（2012年～）、Moto2クラスはトライアンフのワンメイクの3気筒4ストローク765cc（2019年～）、Moto3クラスは単気筒4ストロークの250cc（2012年～）、MotoEクラスはドゥカティ製の電動バイク（2023年～）となっている。
歴代チャンピオンに関してはロードレース世界チャンピオンの一覧を参照のこと。

## 選手権の概要

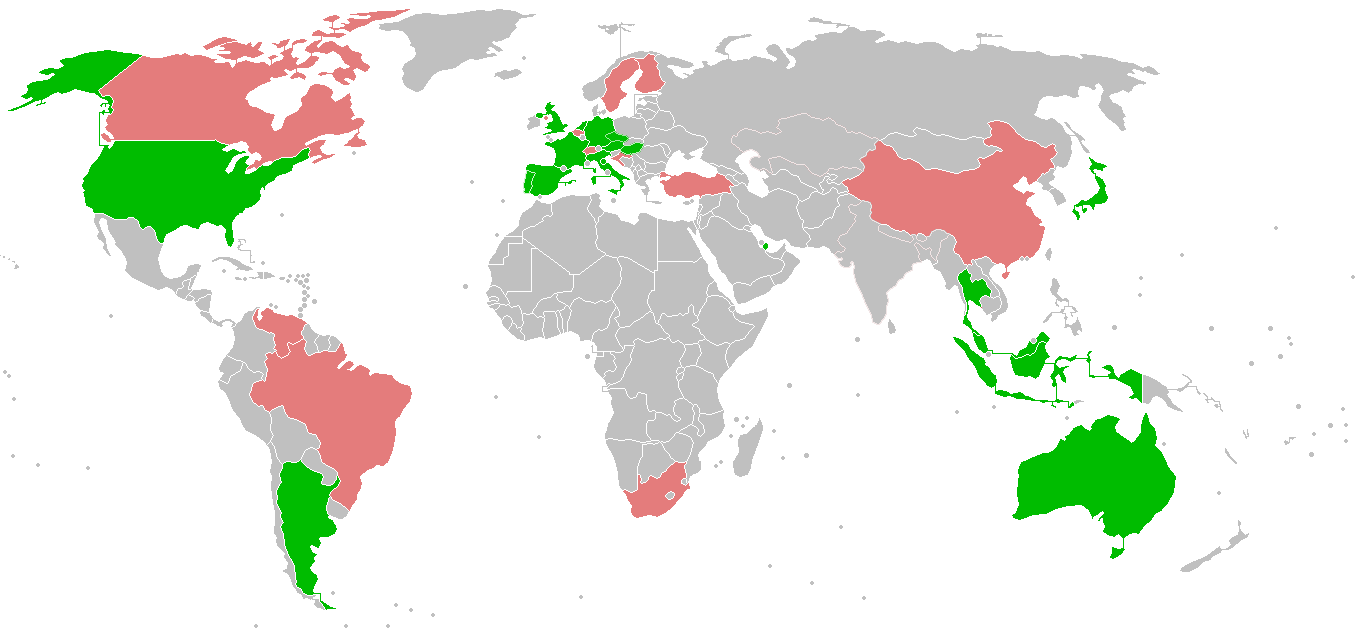
MotoGPレース開催国を示した世界地図。
緑色 - 現在MotoGPレースを開催している国
赤色 - 過去にレースを開催していた国

2025年のMotoGPは、過去最多となる世界18ヵ国22サーキットで開催される。
各クラスで、チームは1台もしくは2台のマシンをエントリーする。2025年シーズン開幕時点の各クラスの、エントリーチーム数とエントリーライダー数は以下の通り。
- MotoGPクラス：11チーム22人
- Moto2クラス：15チーム30人
- Moto3クラス：13チーム24人

このほかに各大会にはそれぞれのクラスに限られたワイルドカードという特別出場枠があり、レースの主催者の推薦によりスポット参戦が認められている。

### チャンピオンシップ
世界各国でのグランプリレース（GP）での順位に応じてポイントを加算していき、ポイントの総計によって年間チャンピオンを決定する。また、全クラスにマニファクチャラー（メーカー）選手権があり、現在はMotoGPクラスのみチーム選手権も存在する。マニファクチャラー選手権はメーカー内の最上位入賞ライダーのポイントのみを加算し、チーム選手権はチーム内の全てのライダーの入賞ポイントを加算する。シーズン終了時に獲得ポイントの最も多い選手が「ドライバーズ・ワールド・チャンピオン」として認定される。同様に、獲得ポイントが最も多いマニファクチャラー（メーカー）は「マニファクチャラー・ワールド・チャンピオン」、として認定される。

## 競技の進行

### フリー走行
通常は金曜日午前に2回、土曜日午前に1回、計3回の練習走行が設けられる。各フリー走行の時間は以下の通り。
【金曜日】
- Moto3：FP1/FP2ともに35分
- Moto2：FP1/FP2ともに40分
- MotoGP：FP1が45分、プラクティスが60分

【土曜日】
- 全クラス：30分

金曜日に行われる「プラクティス」でタイムアタックが行われ、この順位が予選の班分けを兼ねる変則的ノックダウン方式となっている。MotoGPクラスではプラクティスの上位10位までのライダーが予選Q1を経ずに予選Q2に進出でき、11位以降のライダーは予選Q1から行う。Moto2/Moto3ではFP1-3の上位14名がQ1を経ずにQ2に進出する。MotoGPでは2023年度から行われるようになったスプリントレースとの兼ね合いもあり、FP1は完全なフリー走行枠となり、予選の班分けが行われるのは「プラクティス(金曜日午後の走行)」のみとなった。

### 予選
土曜日午後に行われる。タイムアタックを行い、1周の最速タイムを競い合う。
【Q1（第1セッション）】
15分間で行われるこのセッションでは、金曜日のフリー走行で行われたタイムアタックで自動Q2進出にならなかった下位のライダーが走行する。Q1順位上位のライダーはQ2に進出する。Q1からQ2へ進出できるライダー数は、MotoGPは上位2名、Moto2/Moto3は上位4名である。Q1敗退となったライダーはスタート順位が決定する。
【Q2（第2セッション）】
15分間で行われるこのセッションでは、金曜日のフリー走行で行われたタイムアタックで自動Q2進出になった上位のライダーと、Q1を突破したライダーが走行する。MotoGPでは1位から12位まで、Moto2/Moto3では1位から18位までの順位が決定する。
つまり、予選通過者のうち上位14名はフリー走行とQ2の結果で、4名はフリー走行とQ1とQ2の結果で、残りはフリー走行とQ1の結果でグリッドが決まることになる。
Q2で最速タイムを記録した者はポールポジションとなり、スターティンググリッドではポールポジションを先頭に予選順位の上位から整列する。MotoGPのスプリントでは、F1とは異なりスプリントレース用の予選は行われず、決勝用のグリッドがそのままスプリントでのグリッドとなる。
いわゆる107%ルール（予選まででポールポジションの周回タイムの107%を超えるものは予選不通過となる）が存在するが、F1のそれとは異なり、各フリー走行で1回でもトップから107%以内のタイムを出していれば予選通過となる。また悪天候等の影響で予選不通過者が多く出た場合は、主催者側の判断により救済措置が適用されることもある。

### スプリント
MotoGPクラスでのみ、土曜日の午後に決勝レースの約半分の周回数で争われる短距離のレースを行う。スプリントレースのスターティンググリッドは決勝レースと同じ順位で整列する。スプリントレースでの獲得ポイントは以下の通り。
| 順位     | 1  | 2 | 3 | 4 | 5 | 6 | 7 | 8 | 9 |
| -------- | -- | - | - | - | - | - | - | - | - |
| ポイント | 12 | 9 | 7 | 6 | 5 | 4 | 3 | 2 | 1 |

### 決勝
日曜日に行われる決勝レース。土曜日の予選順位がスターティンググリッドの順位となり、規定周回数を走りゴール順位を競う。
【ウォームアップ走行】
日曜日の午前に行われる10分間の練習走行。MotoGPクラスでのみ行う。決勝レースでのマシンセッティングやタイヤ選択の調整に用いられることが多く、フリー走行のような扱いである。決勝レースのスタート前に行われるウォームアップラップとは別の周回である。
【決勝レース】
レース走行距離は95 - 130km程度で、それぞれのクラスで45分ほどとなる。最初に搭載した燃料で走りきれるため、悪天候等の想定外のトラブルが発生しない限りピットインする事は無い。ただし、MotoGPクラスには2005年より“フラッグ・トゥ・フラッグ”と呼ばれるルールが定められ、降雨時にはスリックタイヤを履いたマシンでピットインし、ウェットタイヤを装着済みの別のマシンへの乗り換え（あるいはその逆）が見られることとなった。これはスタート前から「ウェットレース宣言」が出された場合には各自自由なタイミングで乗り換えが可能だが、「ドライレース宣言」でスタートした場合は、乗り換え可能を示す白旗が提示されるまでは乗り換えが出来ない。
決勝レースのスタート前、MotoGPでは25分前、Moto2/Moto3では15分前に、ピットレーンがオープンする。その後、各車は5分間の「サイティングラップ（Sighting Lap）」と呼ばれる周回を行って所定のスターティンググリッドにつく。このサイティングラップ中には、マシンセッティングの変更、燃料搭載量の変更、MotoGPクラスに限りマシンの乗り換えが認められている。サイティングラップ終了後は、ピットに入って行うセッティング変更やタイヤ変更が禁止され、チームはグリッド上での調整やタイヤ温めを行う。レース開始時刻になると、ウォームアップラップが開始される。F1などの四輪レースとは異なり、この周回中に他車を追い越してのウォームアップが認められている。1周の周回が終わると、各車は所定のスターティンググリッドで静止し、コースオフィシャルがスタートシグナルを点灯させるとレーススタートである。
原則としてMoto3 → Moto2 → MotoGPの順にレースが行われる。（motoGPの出走時間が一定の時間になるように調整されているため、イギリスGPやフランスGPではmotoGPの放映時間優先でmoto3→motoGP→moto2となることもある）
| 順位     | 1  | 2  | 3  | 4  | 5  | 6  | 7 | 8 | 9 | 10 | 11 | 12 | 13 | 14 | 15 |
| -------- | -- | -- | -- | -- | -- | -- | - | - | - | -- | -- | -- | -- | -- | -- |
| ポイント | 25 | 20 | 16 | 13 | 11 | 10 | 9 | 8 | 7 | 6  | 5  | 4  | 3  | 2  | 1  |

## MotoGPクラス
2001年まで存在していた500ccクラスが、2002年に現在の名称となり発足した選手権の最高峰クラス。かつてはイルモア、WCMといったプライベーターがオリジナルマシンで参戦していたほか、カワサキやスズキがワークス・チームを送り込んでいたが、2025年現在出場しているのはヤマハ、ホンダ、ドゥカティ、アプリリア、KTMの5メーカーと、ワークスマシンの貸与等を受けられるサテライトチームとなっている。

MotoGPの短縮版ロゴ

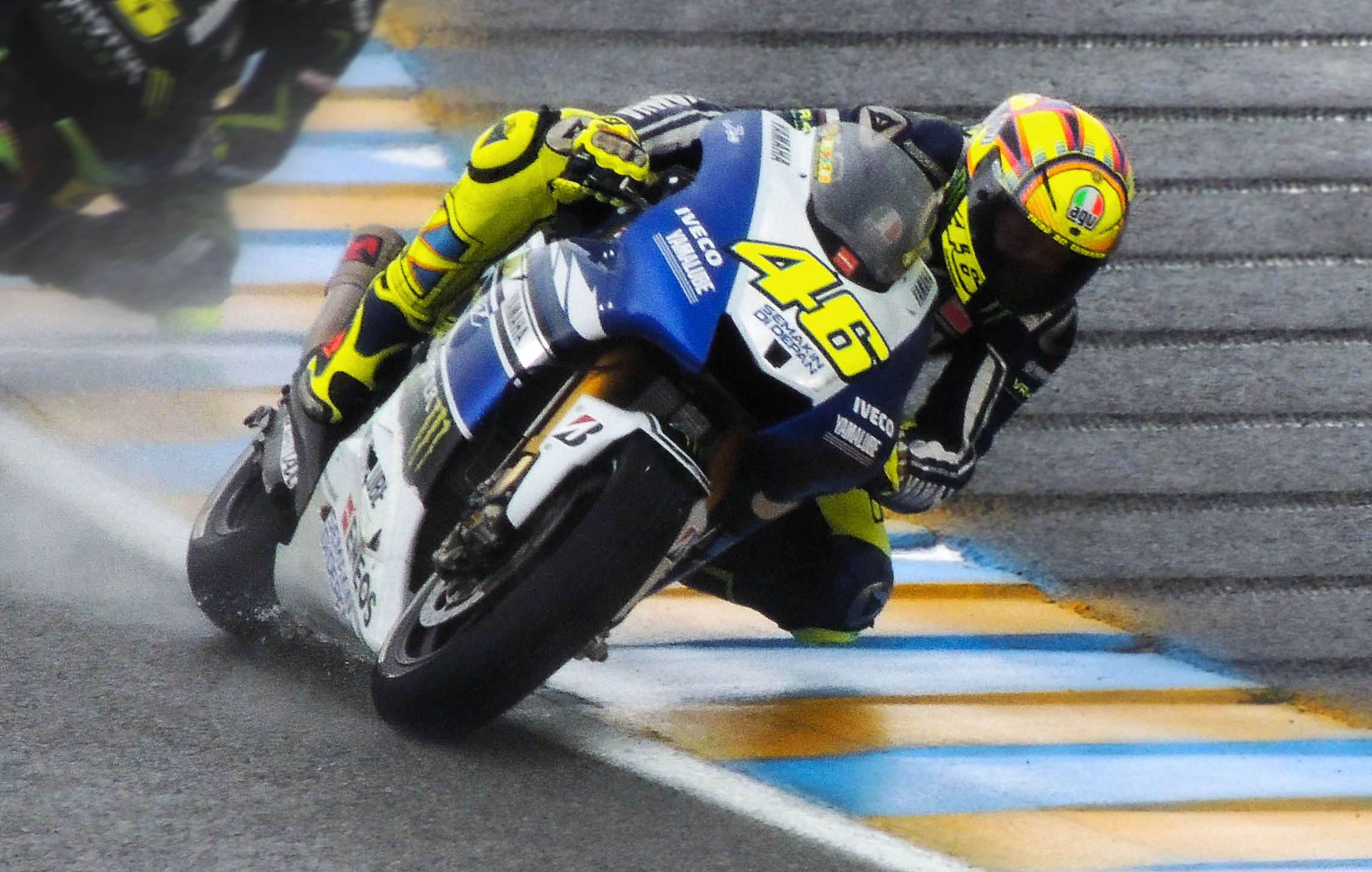
ヤマハ・YZR-M1に乗るバレンティーノ・ロッシ

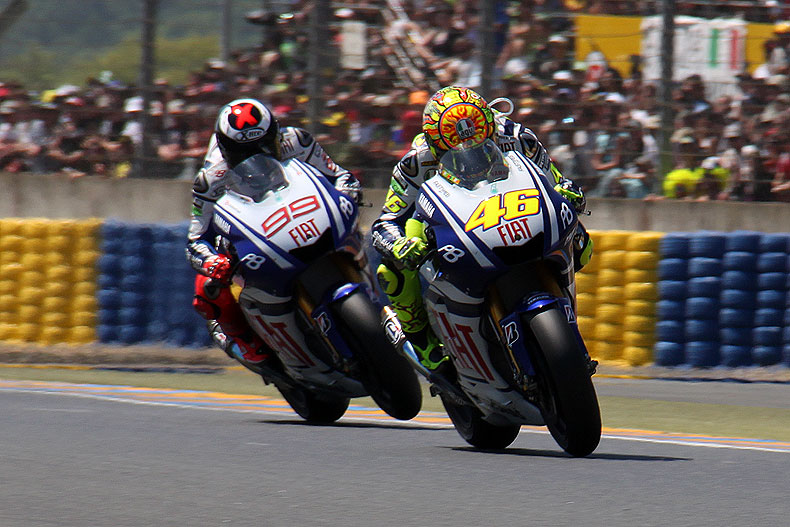
2010年フランスGP ロッシとロレンソによるバトル

使用されるシャシーおよびエンジンはプロトタイプ（レース専用）が原則であるが、2012年より実施されたクレーミング・ルール・チーム（CRT）では市販車ベースの車両が認められた。なおタイヤは、2009年から2015年までブリヂストンのワンメイクであったが2016年よりミシュランのワンメイクになっている。。
なお、レギュレーションは年とともに変化しており、細部については下記の「レギュレーションの変遷」を参照

### 参戦チーム
2025年のMotoGPクラスでは以下のチームがエントリーしている。
- ドゥカティ・レノボ・チーム 1956年 -
- ホンダ・HRC・カストロール 1959年 -
- モンスターエナジー・ヤマハMotoGPチーム 1961年, 1963年 -
- アプリリア・レーシング 1985年 -
- レッドブル・KTM・テック3 1990年 -
- グレシーニ・レーシングMotoGP 1997年 -
- プリマ・プラマック・ヤマハMotoGP 2002年 -
- カストロール・ホンダ・LCR 2006年 -
- レッドブル・KTM・ファクトリーレーシング 2017年 -
- プルタミナ・エンデューロ・VR46レーシングチーム 2022年 -
- トラックハウス・MotoGPチーム 2024年 -

### レギュレーションの変遷

#### 2002年 - 2006年 ： 990cc時代
2001年まで存在していた500ccクラスは、2ストローク・4ストローク共に排気量500ccが上限で、1970年代半ば以降は事実上2ストロークのみという状況になっていた。そこで環境問題対策へのアピールや商業上の理由（2ストローク大排気量車が市場と直結していない）によって、2002年より4ストロークが主体となるMotoGPクラスが誕生した。
2002年には「4ストロークエンジンの排気量あたりの出力効率は2ストロークエンジンの半分」とする係数計算から制定された新レギュレーションが導入され、2006年まで適用された。エンジンは2ストローク500cc以下、4ストローク990cc以下のレース専用車両という規定で、気筒数やピストン形状による最低重量制限が課せられていた。排気量は4ストロークが優遇された一方で、燃料タンク容量は2ストロークが32L、4ストロークが24L（2004年には22L）と、4ストロークの燃料タンク容量は大きく制限された。
|                   | 4ストロークエンジン              | 4ストロークエンジン              | 2ストロークエンジン | 2ストロークエンジン |
| 排気量            | 990cc以下                        | 990cc以下                        | 350～500cc          | 350～500cc          |
| 気筒数・ 最低重量 | 3気筒以下                        | 135kg                            | 1・2気筒            | 101kg               |
| 気筒数・ 最低重量 | 4・5気筒                         | 145kg                            | 3気筒               | 116kg               |
| 気筒数・ 最低重量 | 6気筒                            | 155kg                            | 4気筒               | 131kg               |
| 楕円ピストン      | 1ランク上の重量 カテゴリーを適用 | 1ランク上の重量 カテゴリーを適用 | 制限無し            | 制限無し            |
| 燃料タンク容量    | 24L以下                          | 24L以下                          | 規制無し            | 規制無し            |
| 音量              | 走行前                           | 115ホン                          | 走行前              | 110ホン             |
| 音量              | 走行後                           | 120ホン                          | 走行後              | 113ホン             |

しかし、2002年シーズンが開幕すると4ストローク車両が圧倒的に有利なことが明らかとなったため、2ストローク車両でのMotoGP参戦は2003年シーズン終了までに次第になくなり、カワサキ（2002年シーズン第13戦もてぎGPから）やドゥカティ（2003年シーズンから）など4ストロークを得意とするメーカーの新規参入を呼び込むこととなった。
2ストロークから4ストローク大排気量へと変わった事でバックトルク（エンジンブレーキ）が強大になったため、初期の頃はコーナー手前のシフトダウンを伴う減速時に後輪側が激しく暴れるといったシーンがよく見られた。バックトルクの弱い2ストロークに馴染んだライダーやメーカーは対策に頭を悩まされることとなったが、エンジンの電子制御やスリッパー・クラッチ等の開発が進むにつれ問題は解消され、当時はまだ2ストロークだった250ccクラス等からのステップアップも困難ではなくなっていった。
2ストロークエンジンはその構造上電子制御を取り入れにくかったが、4ストロークへの移行に伴いハイテク化が一気に進んだ。燃料噴射装置は機械式から電子制御式に移行し、エンジン特性そのものの電子制御化、トラクションコントロール、シフターの最適化等、操縦を支援する装置が数多く搭載されるようになり、これらの電子装置の性能が車両性能を大きく左右するようになった。2ストローク時代と比べ、単に絶対速度が上がっただけでなく遥かに扱いやすいマシンとなり、ライダー達のタイムが拮抗するようになったという意見がある。

#### 2007年 - 2011年 ： 800cc時代
990cc時代の最高峰クラスは、直線での加速力や最高速では4輪のF1をも凌ぎ、ブレーキングポイントが明らかに手前でコーナー脱出速度が遅いにもかかわらず、鈴鹿サーキットをはじめ、各サーキットにおける最高速レコードを叩き出していた。そのため、最高速度の急激な上昇を抑えるといった安全上の理由等によりレギュレーションが改正され、2007年から最大排気量が800ccへと引き下げられた。エンジンの気筒数によって最低重量が定められ、燃料タンクは21Lに制限された。
|                   | 4ストロークエンジン |           |
| 排気量            | 800cc以下           | 800cc以下 |
| 気筒数・ 最低重量 | 2気筒               | 135kg以上 |
| 気筒数・ 最低重量 | 3気筒               | 142.5kg   |
| 気筒数・ 最低重量 | 4気筒               | 150kg     |
| 気筒数・ 最低重量 | 5気筒               | 157.5kg   |
| 気筒数・ 最低重量 | 6気筒               | 165kg     |
| 楕円ピストン      | 禁止                | 禁止      |
| 燃料タンク容量    | 21L以下             | 21L以下   |

800ccになっても下位クラスよりも大柄でトルクも強大で、最大エンジン出力は200馬力以上、最高時速はダニ・ペドロサが349km/h以上を記録した。また990cc時代はライダーにマシンの有り余るパワーを制御する事が求められたが、800ccへの変更後は電子制御技術が一層進化し、250ccクラス等からのステップアップがスムーズになったことにより以前に比べて新人ライダーが活躍する事が多くなり、スーパーバイク世界選手権（市販車改造1000cc）出身ライダーは、ライディングスタイルを変更しないと活躍出来ない傾向になっていた。

#### 2009年 ： コスト削減策の適用
高騰し続ける参戦費用を抑えるため、2009年よりMotoGPの主催者であるDORNAやIRTAなどで構成されるグランプリ委員会によってレギュレーション改正が行われた。
タイヤサプライヤーを一社に限定し、2009年から2011年まで3年契約でブリヂストンが供給。第11戦チェコGP以降は使用できるエンジン数が最大5基までに制限された。また、ブレーキの材料として、セラミック複合材料によるディスクとパッドの使用は禁止となった。エンジンオイルは潤滑油としてのみ使用可能であり、油圧制御システムへの使用は禁止される。電子制御サスペンションの使用も禁止された。EGR（排気ガス再循環装置）の使用も禁止。さらにこの年からルーキーライダーはサテライトチームからしかエントリーできなくなった（スズキのみサテライトチームを持たない為このルールの適応外となっている）。

#### 2010年 ： コスト削減策の適用
エンジン個数は、年間シーズンを通して、各ライダーは最大6基のエンジンを使用できる。カーボン製フロントディスクブレーキの直径は最大320mmとなる。MMC（金属基複合材料）とFRM（繊維強化金属）の使用は禁止となる。タイヤ温度センサーの使用も禁止される。ホイールのリム幅も制限され、ホイール直径は16.5インチのみとなる。可変排気システムの使用も禁止。可変バルブタイミングシステムと可変バルブ開閉システムでは、電子制御と油圧制御を使用するシステムは禁止される。コンロッドは、中空構造は禁止だが、オイル循環用の穴は直径2mmまで許可される。ツインクラッチシステムの使用は禁止。トランスミッションは、オートマチックは禁止されるが、マニュアルでは若干のパワーアシストが許可される。無段変速トランスミッションの使用は禁止。GPSの搭載は、DORNAがテレビ放送などを目的としたもののみ許可され、マシンの電子制御系システムとして使用することはできない。ステアリングダンパーの電子制御は禁止。

#### 2012年以降 ： 1000cc時代
2012年シーズンから最大排気量が再び変更され、1000ccに拡大となる。シリンダー数は4気筒以下、最大ボア径は81mmとなる。最低車両重量は1000ccの場合157kg、従来の800ccエンジンを使用する場合は150kgとなる。メーカーが運営するワークスチームと、メーカーからマシンの供給を許可されたサテライトチームが使用する非量産の「プロトタイプマシン」は、年間使用エンジン数は6基、燃料タンク容量は21Lに引き続き制限される。

#### 2012年 ： クレーミング・ルール・チーム
「クレーミング・ルール・チーム（Claiming Rule Team）」(CRT)とは、主催者・参加者による委員会で認められたチームに適用されるレギュレーションで、減少傾向にあったMotoGPクラスへの参加を容易にする目的で2012年より採用される。CRTは、フレームビルダーの製作した車体に改造した量産車エンジンを搭載した「CRTマシン」での出場が許可される。
CRTはカテゴリの1つではなく、MotoGPクラスの車両レギュレーションの1つであり、15位以内に入るとMotoGPクラスのポイントを獲得する。そのためCRTマシンの順位を比較する場合は、「CRT勢トップ」のような表現を用いる。
プロトタイプマシンに対して出力の劣るCRTマシンは、年間エンジン使用制限数が12基に、燃料タンクの最大容量が24Lに緩和されている。また、改造費の抑制を目的としたエンジンの買取制度も規定され、プロトタイプマシンを製造しているメーカーが要望した場合は、CRTは使用したエンジンを2万ユーロで販売しなければならない。つまり、プロトタイプマシンのエンジンに対抗しようとして、多額の費用をかけて量産エンジンを改造したとしても、ワークスメーカーはCRTが使用したエンジンを2万ユーロで買い取ることが可能である。
スイスのフレームビルダーであるスッター・レーシング・テクノロジーが、BMW社製の量産エンジンを使用し、プライベーターへのマシン供給を計画している他、イギリスのFTRも同様にシャーシ供給（エンジンはチームにより異なる）やアプリリアが自社製プロトタイプフレームにRSV4のエンジンを搭載したマシン等が参加した。
CRTは2013年シーズンまで実施され、2014年からはルールを改めエンジン使用台数制限の緩和や燃料タンクの増量などが受けられる代わりに主催者指定のECUソフトウェアを使用する「オープンクラス」に移行したが、これも2015年をもって廃止された。

#### 2016年シーズンのレギュレーション
オープンクラスの廃止により、ECUはハード・ソフト共に共通化。年間使用エンジン数は7基だが2013年以降参戦のメーカーは条件付きで9基。最低車体重量は157kgとなり、燃料タンク容量は22リットルに統一。タイヤはミシュランとなりサイズが16.5インチから17インチに変更される。

## Moto2クラス
2009年まで存在していた250ccクラスに替わり、2010年から新たにMoto2クラスが始まった。クラス初年度は当初旧250ccマシンとの混走を認める予定であったが、エントラントは全てMoto2規格のマシンでの参戦となった。

Moto2ロゴ

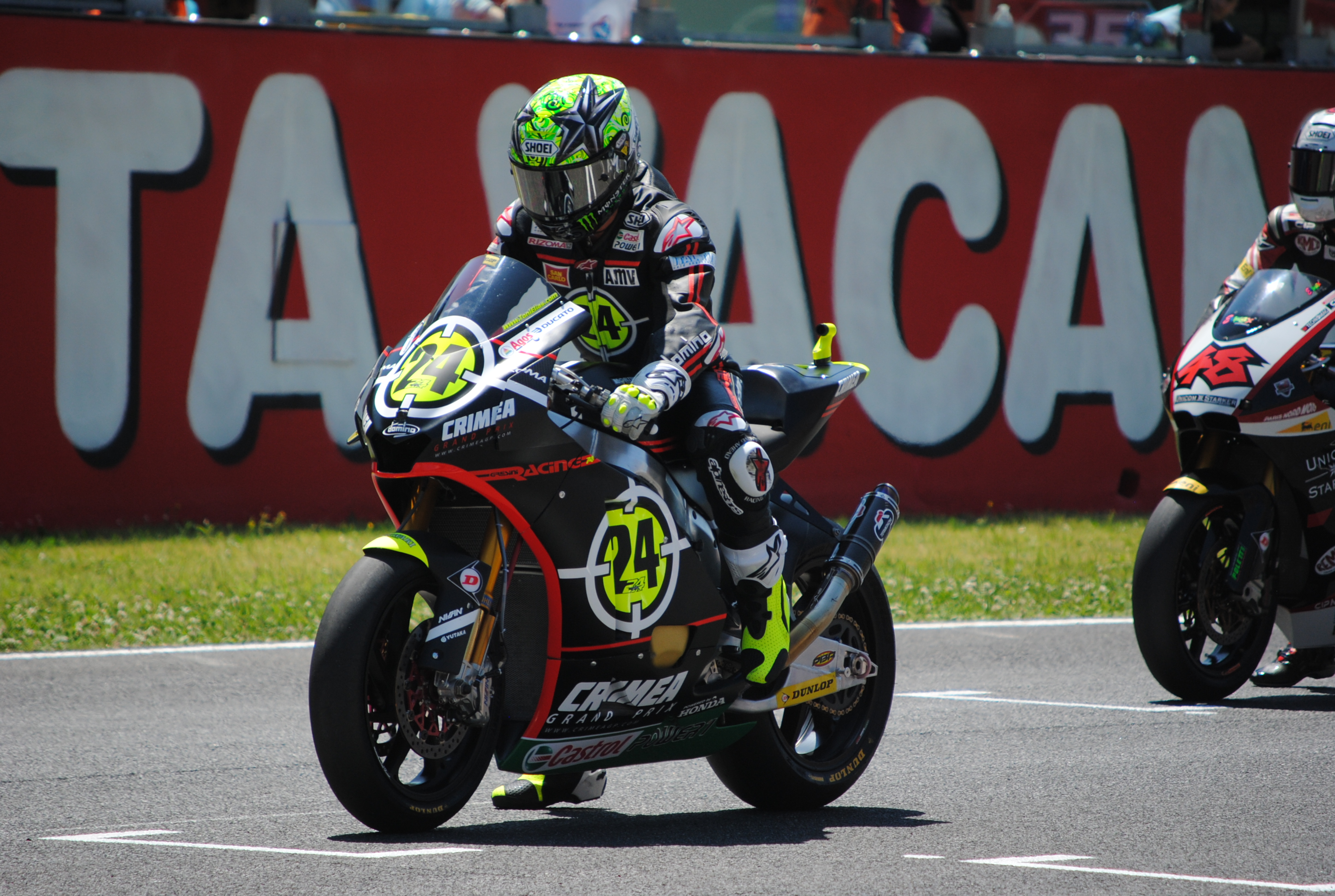
Moto2クラス初代チャンピオンのトニ・エリアス（2010年イタリアGP）

エンジンは3年ごとにプロポーザルが行われており、2010年の入札でヤマハに勝ったホンダが、4ストローク直列4気筒600ccエンジンを独占供給していた。市販車のCBR600RR用のものをベースにしており、出力は約140馬力。この頃にはエンジン、車両ともに性能が向上し、2ストローク500ccのエンジンの時代よりも速く周回できるようになった。2013年の入札でもホンダが勝利し、契約は2015年まで延長された。さらに2014年11月に2018年までの契約延長が発表されている。ホンダのエンジン供給は2018年で終了し、2019年からはトライアンフがエンジンを供給する。トライアンフは2017年10月に直列3気筒・765ccのMoto2用新エンジンを公開した。2019年からはECUもマニエッティ・マレリ製の共通ECUとなる。
エンジンメンテナンスはドルナが契約した外部コンサルタントに委託され、イコールコンディションに保たれたエンジンが各チームに供給されている。メンテ担当は2010年 - 2012年までが後藤治率いるGEO Technology、2013年 - 2018年まではエクステンプロが指名されている。
車両最低重量は135kg、ブレーキディスクは鉄製のみ認められる。タイヤはダンロップのワンメイク。シャシーについてはプロトタイプであることが条件で、クラス開始時にはスッター、モリワキ、ビモータ等多くのシャシービルダーが参戦している。2022年現在ではカレックス、ボスコスクロ、ガスガス、MVアグスタが参戦している。
開始初年度から40台という、3クラス中最も多いエントリーを集める盛況となった。またエンジンの統一により各車のタイムが拮抗し、第3戦フランスGPの予選ではトップから1秒以内に27人ものライダーがひしめき合う事態となった。決勝でもたびたび激しいバトルが展開されることとなり、2010年シーズンは9人もの勝者を生み出した。

## Moto3クラス

Moto3ロゴ

これまでの125ccクラスに代わり、2012年からはMoto3クラスが新設された。エンジンは単気筒250cc4ストロークのみ。最大ボア径は81mm、最大回転数は14,000rpmに制限される。エンジンサプライヤーは1基あたり12,000ユーロ以下での販売、要求があれば1シーズンあたり最低15人のライダーへの同一スペックのエンジン供給が義務付けられ、特定のライダーのみエンジン改良を施すといった行為は認められない。ライダー込みの最低制限重量は148kg。タイヤは2014年まではダンロップのワンメイク。パワーが小さいので、前の選手の真後ろを走りスリップストリームを利用するのが効果的とされ、数多くのマシンが僅差で競り合う展開になることが多い。
3クラスの中で年齢制限が最も厳しく、各シーズンの1月1日時点で新規参戦は16歳から25歳まで、継続参戦は28歳以下のライダーしかできない。
2012年現在はホンダがNSF250Rを発表しているほか、KTM、マヒンドラ、イオダが参戦。ホンダ、KTMはコンプリートマシン以外にエンジン単体の供給も行っており、オリジナルフレームにそれらのエンジンを搭載して参戦しているチームも多い。他にBeOnも参戦計画があるほか、モリワキエンジニアリングもワイン・ガードナーと共にニューマシンの開発を行う方針を明らかにしている。2021年現在では、ホンダはNSF250RWに発展し、KTMと激しい開発競争を繰り広げている。2017年までにマヒンドラとその別バッジネームであるプジョーが参戦している。オリジナルフレームによる参戦はなく、全てコンプリートマシンとなっている。

## 過去に存在したクラス

### 500ccクラス
2001年までの53年間、選手権の最高峰を担ってきたクラス。4ストロークまたは2ストロークの排気量500cc以下のマシンで争われた。1966年から1972年にかけて、ジャコモ・アゴスティーニがMVアグスタを駆りクラス7連覇を達成している。また、1978年から1980年はケニー・ロバーツがヤマハで3連覇、1990年から1992年はウェイン・レイニーがヤマハで3連覇、1994年から1998年にはミック・ドゥーハンがホンダで5連覇を遂げた。

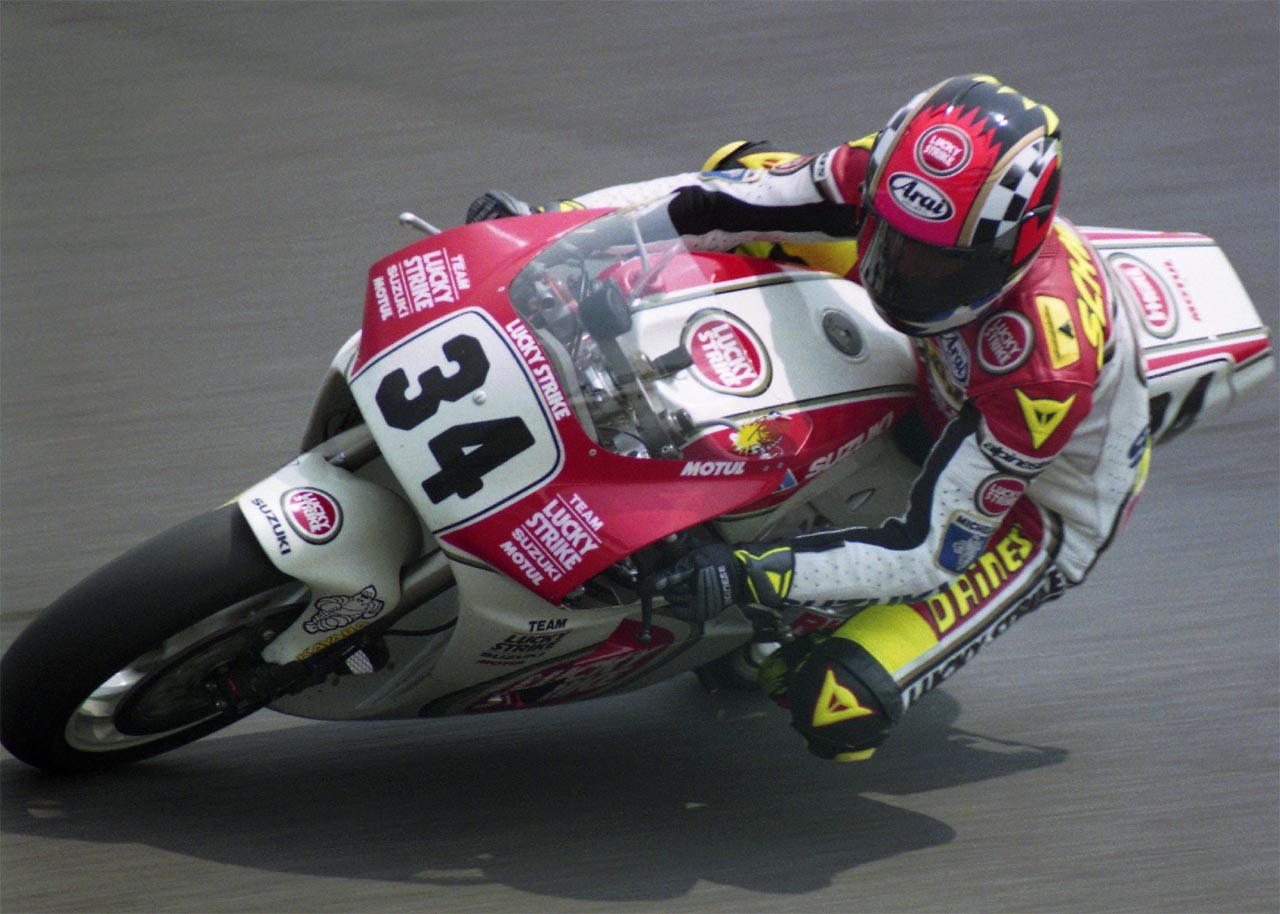
1993年の500ccクラス世界チャンピオン、ケビン・シュワンツ

排気量は500ccながら130kgの車体に200馬力近い2ストロークエンジンを積むマシンはモンスターと呼ばれる一方、2ストロークゆえにタイムを縮めるにはごく狭いパワーバンドを維持しながら走行するテクニックが必要だったため素人では到底乗りこなせない車体だった。パワーが飛躍的に向上した1988年当時のホンダNSR500を初ライドした王者エディ・ローソンが「このバイクは俺を殺す気か!?」と言った。
現在のMotoGPマシンよりもタイヤや車体が劣っていた事もあり、パワースライドのバランスを取るために繊細なテクニックが必要とされ、90年代中頃のマイルドなエンジンになるまでは、ダートトラックでテクニックを磨く事が多いアメリカンライダーとオージーライダーが活躍していた。また、各サーキットも現在と比較すると路面の状態が良い状態ではなく、彼らにとって大きなアドバンテージとなっていた。
1989年までゼッケンは、黄色ベースに黒数字。

### 350ccクラス
1982年までの34シーズン開催されたクラス。4ストロークまたは2ストロークの排気量350cc以下のマシンで争われた。アゴスティーニがこのクラスでも7連覇（1968年 - 1974年）を果たしている。在日韓国人の片山敬済が1977年にタイトルを獲得している。

### 250ccクラス
2009年までの61年間にわたり開催された、選手権で2番目に長い歴史を持つクラス。250cc以下のレース専用車両で競われた。最終的なレギュレーションでは最低重量は100kg。エンジンは2ストローク、4ストロークのどちらでも選べたが、末期は全てのチームが軽量・ハイパワーである2ストロークを採用していた。シリンダー数は2気筒以下。

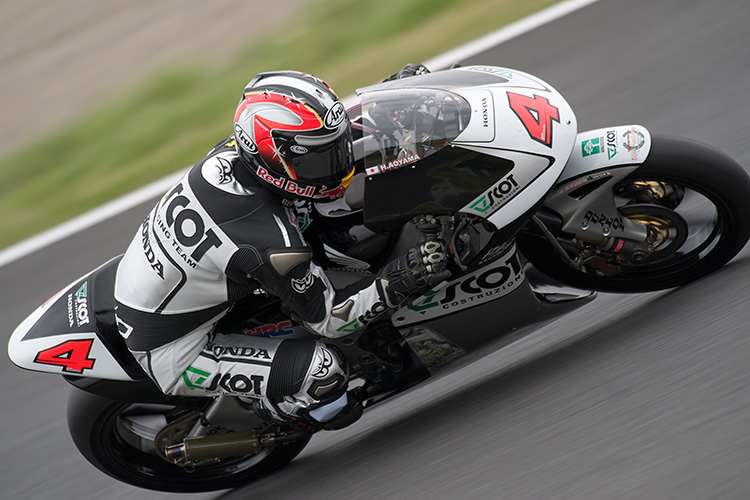
250ccクラス最後のチャンピオン、青山博一（2009年日本GP）

市販レース車両（レース専用車）では、ホンダ・レーシング(HRC)からRS250R、ヤマハからTZ250等が販売され、プライベーターの参加が可能なカテゴリーであった。4ストローククラス移行の関係で、市販レース車両の開発は、一旦2003年をもってストップしたが、2007年型TZ250でごく僅かな改良が施された（一部パーツに変更有）。最終年度の参戦メーカーはアプリリア、ホンダ、ジレラ、ヤマハの4社だった。
日本人では原田哲也（1993年）、加藤大治郎（2001年）、青山博一（2009年）の3人がタイトルを獲得している。1990年代前半は岡田忠之、原田哲也、青木宣篤ら日本人トリオが活躍した。
1989年までゼッケンは、緑色ベースに白数字。

### 125ccクラス
1949年の選手権開始以来、唯一2011年シーズンまで63年間開催され続けたクラス。125cc以下のレース専用車両で競われる。エンジンは2ストローク、4ストロークのどちらでも選べるが、全てのチームが軽量・ハイパワーな2ストロークを採用した。最低制限重量はライダー込みで136kg。

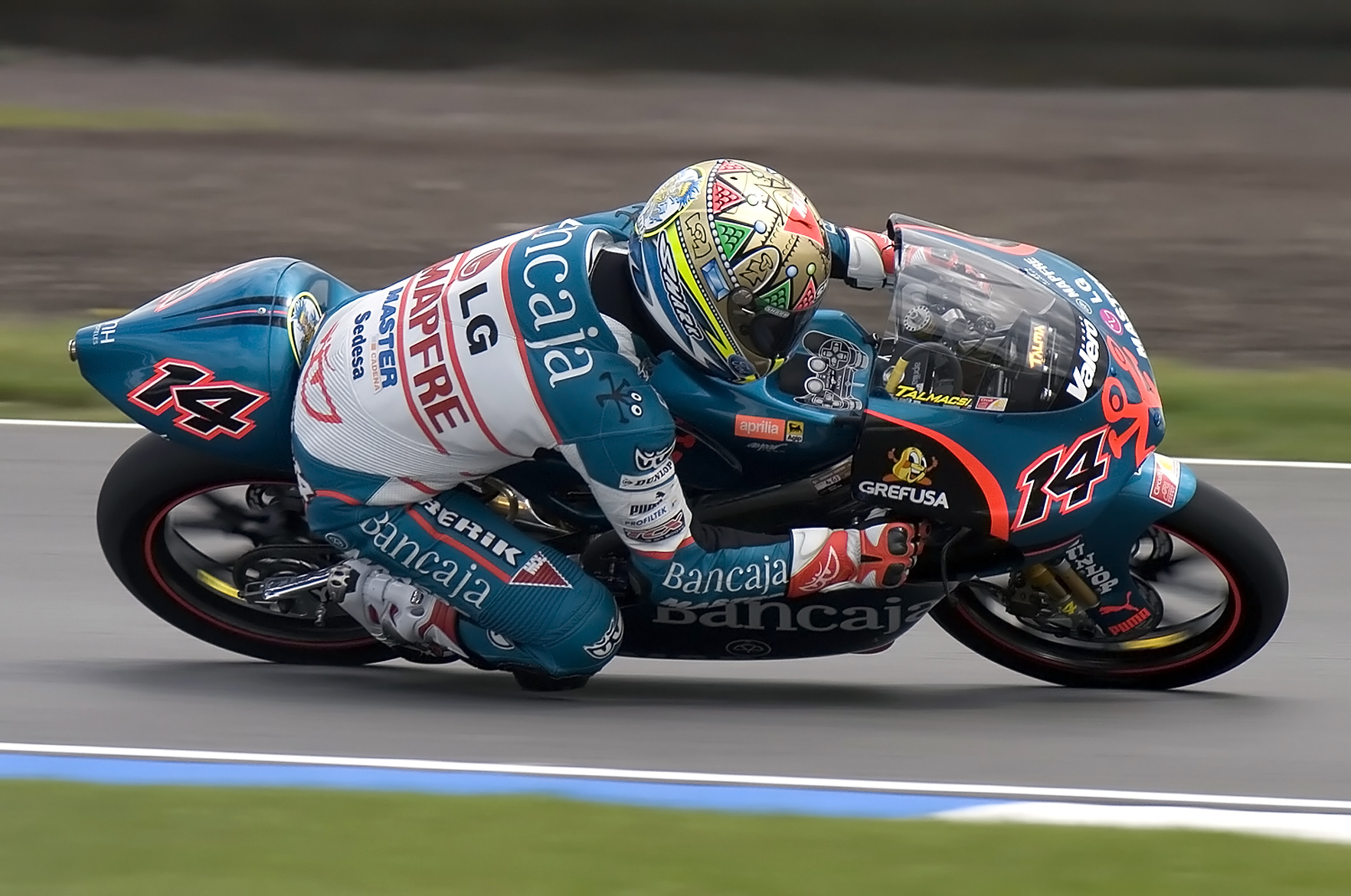
2007年の世界チャンピオン、ガボール・タルマクシ

2010年当時、参戦メーカーはアプリリア、デルビ、ホンダ、ランブレッタ。
かつてはベテランの軽量級スペシャリストが多いクラスであったが、途中から厳しい年齢制限が課され、近年では若手の登竜門的なクラスに位置付けられていた。
免許制度の都合で125cc市販車に馴染みの深い南欧諸国出身のライダーが多く活躍した。日本人では坂田和人（1994年、1998年）、青木治親（1995年、1996年）がチャンピオンを獲得している。
1989年までゼッケンは、白色ベースに黒数字。

### 50ccクラス
1962年から1983年の22シーズンにわたって開催された最少排気量クラス。4ストロークまたは2ストロークの排気量50cc以下のマシンで争われた。

### 80ccクラス
50ccクラスを引き継ぐ形で1984年から始まったクラス。1989年までの6シーズンと短命に終わった。4ストロークまたは2ストロークの排気量80cc以下のマシンで争われた。

### サイドカークラス
1996年まで選手権の1クラスとして開催されていた。現在は独立した別の選手権としてヨーロッパで開催されている。

## 日本人の活躍

### 優勝回数
- 17：原田哲也（250cc）、加藤大治郎（250cc）
- 13：上田昇（125cc）
- 11：片山敬済（500cc ×1、350cc ×7、250cc ×3）、坂田和人（125cc）、宇井陽一（125cc）
- 10：東雅雄（125cc）
- 9：青木治親（125cc）、青山博一（250cc）
- 6：岡田忠之（500cc ×4、250cc ×2）、中野真矢（250cc）、眞子智実（125cc）
- 5：辻村猛（125cc）、徳留真紀（125cc）、宇川徹（250cc ×4、MotoGP ×1）
- 4：片山義美（50cc ×3、125cc ×1）、高橋国光（125cc ×3、250cc ×1）
- 3：阿部典史（500cc）、金谷秀夫（500cc ×1、350cc ×1、250cc ×1）、高橋裕紀（250cc ×2、Moto2×1）、小椋藍(Moto2×3)、佐々木歩夢(Moto3×3)
- 2：伊藤光夫（50cc）、玉田誠（MotoGP）、中上貴晶（Moto2） 、鈴木竜生 (Moto3)
- 1：伊藤史朗（250cc）、長谷川弘（250cc）、田中禎助（125cc）、森下勲（50cc）、平忠彦（250cc）、小林大（250cc）、青木宣篤（250cc）、宮崎敦（250cc）、小山知良（125cc）、富沢祥也（Moto2) 、鳥羽海渡 (Moto3) 、長島哲太（Moto2)

2023年シーズン終了時

### 表彰台（3位以内）獲得回数
- 55：原田哲也（250cc ×53、500cc ×2）
- 44：坂田和人（125cc）
- 39：宇川徹（250cc ×29、MotoGP ×9、500cc ×1）、上田昇（125cc）
- 36：岡田忠之（500cc ×21、250cc ×15）
- 27：加藤大治郎（250cc ×25、MotoGP ×2）、青山博一（250cc）
- 22：宇井陽一（125cc）
- 21：中野真矢（250cc ×18、500cc ×1、MotoGP ×2）
- 20：青木治親（125cc ×19、250cc ×1）、東雅雄（125cc）
- 17：阿部典史（500cc）
- 15：金谷秀夫（500cc ×5、350cc ×4、250cc ×5、125cc ×1）
- 14：高橋国光（125cc ×8、250cc ×5、50 ×1）、中上貴晶（Moto2）
- 13：伊藤光夫（50cc ×10、125cc ×3）、辻村猛（125cc）
- 12：片山義美（125cc ×7、50cc ×5）
- 11：徳留真紀（125cc）
- 9：清水雅広（250cc）、高橋裕紀（250cc ×7、Moto2 ×2）、小山知良（125cc）、小椋藍 (Moto2 ×1、Moto3 ×8)
- 7：青木宣篤（500cc ×4、250cc ×3）
- 6：伊藤真一（500cc）、斉藤明（125cc）、森下勲（50cc）
- 5：玉田誠（MotoGP）
- 4：粕谷勇（350cc ×2、250cc ×2）、青木拓磨（500cc）、田中禎助（250cc ×1、125cc ×2）、伊藤史朗（250cc）、高田孝慈（125cc）、鈴木竜生 (Moto3)
- 3：仲城英幸（125cc）、本橋明泰（250cc ×2、125cc ×1）、市野三千雄（50cc）、鳥羽海渡 (Moto3)
- 2：小林大（250cc）、平忠彦（500cc ×1、250cc ×1）、長谷川弘（250cc）、畝本久（125cc）、浅見貞男（350cc）、若井伸之（125cc）、松戸直樹（250cc）、富沢祥也（Moto2）、長島哲太（Moto2）、佐々木歩夢（Moto3）
- 1：田中健二郎（250cc）、菊池寛幸（125cc）、宮崎敦（250cc）、加藤義昌（125cc）、酒井大作（250cc）、高井幾次郎（250cc）、河崎裕之（500cc）、梁明（MotoGP）、砂子義一（250cc）、伊藤巧（500cc）、浜野順（250cc）、匹田禎智（250cc）、芳賀紀行（500cc）、沼田憲保（250cc）、清原明彦（250cc）、青山周平（250cc）、中須賀克行（MotoGP）

2022年開幕戦カタールGP終了時

### ポールポジション獲得回数
- 29：坂田和人（125cc）
- 21：原田哲也（250cc ×20、500cc ×1）
- 19：上田昇（125cc）
- 17：宇井陽一（125cc）
- 11：加藤大治郎（250cc ×10、MotoGP ×1）
- 8：青山博一（250cc）
- 7：岡田忠之（500cc）
- 6：青木治親（125cc）、中上貴晶（Moto2 ×5、MotoGP ×1）、鈴木竜生 (Moto3)
- 5：中野真矢（250cc）、徳留真紀（125cc）
- 3：玉田誠（MotoGP）、宇川徹（250cc ×2、500cc ×1）、東雅雄（125cc）、金谷秀夫（350cc）、平忠彦（500cc）
- 2：富沢祥也（Moto2）、長島哲太（Moto2）
- 1：青木宣篤（250cc）、本間利彦（250cc）、伊藤真一（500cc）、清原明彦（250cc）、青山周平（250cc）、仲城英幸（125cc）、根本健（250cc）、清水雅広（250cc）、高井幾次郎（250cc）、辻村猛（125cc）、和田欣也（125cc）、佐々木歩夢（Moto3）、小椋藍 (Moto3)

2022年開幕戦カタールGP終了時

### 年間ランキング

#### チャンピオン獲得回数
- 2：坂田和人（125cc ×2: 1994・1998年）、青木治親（125cc ×2: 1995・1996年）
- 1：片山敬済（350cc : 1977年）、原田哲也（250cc : 1993年）、加藤大治郎（250cc : 2001年）、青山博一（250cc : 2009年）

#### 2位獲得回数
- 2：岡田忠之（500cc ×1: 1997年、250cc ×1: 1994年）、原田哲也（250cc ×2: 1995・2001年）、坂田和人（125cc ×2: 1993・1995年）、上田昇（125cc ×2: 1994・1997年）、宇井陽一（125cc ×2: 2000・2001年）
- 1：宇川徹（250cc : 1999年）、中野真矢（250cc : 2000年）、徳留真紀（125cc : 1996年）、眞子智実（125cc : 1998年）、片山義美（50cc : 1967年）

#### 3位獲得回数
- 2：原田哲也（250cc ×2: 1997・1998年）、辻村猛（125cc ×2: 1993・1994年）、眞子智実（125cc ×2: 1996・1997年）
- 1：宇川徹（MotoGP: 2002年）、金谷秀夫（500cc : 1975年）、青木宣篤（500cc : 1997年）、岡田忠之（500cc : 1999年）、伊藤史朗（250cc : 1963年）、加藤大治郎（250cc : 2000年）、東雅雄（125cc : 1999年）、小山知良（125cc : 2007年）、小椋藍（Moto3：2020年）

2022年開幕戦カタールGP終了時

### 日本におけるテレビ中継
現在、地上波では日本テレビがMotoGPクラスを中心に録画放送を実施。CS放送ではスカパー!の日テレG+で全クラス予選・決勝レースの完全放送が行われており（基本は巨人戦生中継最優先の為、重ならない場合は生中継実施）、2016年度は巨人戦の生中継が重なった場合BSスカパー!で放送される。またBS放送ではBS日テレがMotoGPクラスを中心に録画放送（ただし、日本GPのみ生中継）。 2018年度からは定額制動画配信サービス、Huluでも予選・決勝レースを全戦ライブ配信されている。

#### 歴史
- 1987年
鈴鹿で世界GPのシリーズ戦として日本GPが復活した年に、500ccクラスのみ、TBSが全国生中継を行った。このとき、雨のため、レーススタートが10分間遅れたことなどが影響し、すべてを放送時間の中で収めることができず、各マシンがチェッカーフラッグ、クールダウンラップをしているところで、放送が終了した。

- 1988年
前年に引き続きTBSで日本GPのみが放送され、250ccクラスはハイライト、500ccクラスのみ生中継であった。解説は泉優二。

- 1989年
TBSによる日本GP生中継が予定されていたが、放映権料の問題でGPの興行側と折り合わず、TBSは放映を断念することになる。
89年当時の世界GPは、F-1のプロモーターとして知られる、当時のFOCA（現FOM)会長のバーニー・エクレストンがGPの興行にも触手を伸ばしてきた頃で、エクレストンはTWP（Two Wheel Promortion)という会社を立上げ、これにFIMが興行を委託する形をとっていた。これに伴い、前年まで可能であった日本GPのみのスポット放映が不可能となり、放映権契約は1シーズン全戦放映が原則となった。放映権料は当時の推定額で約1億円とされている。
日本GPのみの中継しか想定していなかったTBS側はたった1戦のみの放映に1億円もの放映権料を支払うことは不可能とし、以後、GPの放映から撤退することになる。一時、テレビ朝日が放映に興味を示したとされているが、実現には至らなかった。
シーズン開幕戦の500ccクラスにはスペンサーの復帰やローソンのホンダ移籍など、話題目白押しにもかかわらず、GP実況中継なしという危機に陥ることになる。
ここで、TXN系列の局である、大阪のテレビ大阪（TVO）が放映権獲得に乗り出し、権利を獲得する（この時、TVOがTWPにいくら支払ったのかは不明である）。
日本GPの中継なしという危機は回避されはしたものの、生中継ではなく、深夜0時50分からの録画放送によるもので、放映は当時の全国TXN系列4局ネット（テレビ東京、テレビ愛知、テレビ大阪、テレビせとうち）のみであった（実況：千年屋俊幸　解説：福田照男　ゲスト：清水国明）。
その後、テレビ大阪はGP放映に精力的に力を注いでいく。

- 1990年
全戦、TVOによるGP放映が実現した。放映はレース翌日の月曜深夜、50分間の放映で、500ccクラスを中心に250cc、125ccクラスは更に翌週にハイライト放送という形式をとった。基本的な放送スタイルとしては、スタジオに実況アナウンサーと解説、ゲスト、女性アシスタントを据えて放送していた。さらに、この年のヘレスでのスペインGPで、TVOは日本の放送メディアとしては初めて、放送スタッフを現地に送り、録画ではあるものの現地からの中継を実現させた（実況：千年屋俊幸　解説：福田照男）。ゲストとして出演していた山田純もこの頃から、250cc、125ccクラスを中心に正式に解説陣としてメンバーに加わることになる。
90年シーズン終了後、NHKが衛星第1で、そのシーズンの500ccクラスのレースを放映した。開幕戦から第4戦まではハイライト、その後は1時間単位で放映された（解説：坪内隆直）。

- 1991年
開幕戦の日本GPでGP中継は放送を更に拡大する。TVOの地上波中継に加え、日本衛星放送（JSB、通称WOWOW)による全クラス同日放映が実現する。これは、TVOが衛星放送放映権枠をWOWOWに譲ることで実現した。
日本GPはTVOが同日午後の録画によるディレイの放送に対し、WOWOWは250cc、500cc、併催の全日本TT-F3クラスまでも生中継し、125ccクラスを録画放送というスタイルで中継を行った（実況：高柳謙一　解説：和歌山利弘500ccクラスのみゲスト：八代俊二）。
有料放送を基本とするWOWOWであったが、当時は開局したばかりの試験放送ということもあり、日本GPは当日の生中継、翌日のリピート放送共にノンスクランブルで放映された。その後、レース開催後の水曜日に約2時間弱の放送でサイドカークラスに至る、すべてのGPのクラスを放映した。
WOWOWは日本GPの次のレースから実況としてレースコメンテーターのみし奈昌俊、解説として八代俊二を起用した。
シーズン最終戦、マレーシア・シャーアラムでのマレーシアGPで、WOWOWが日本の放送メディアとしては初めて、放送時間3時間の枠を確保し、現地からの一部生中継を実現させた。このとき、みし奈昌俊氏は125ccクラスで表彰台を獲得した坂田和人と若井伸之の両選手を放送ブースに招き、生の声を視聴者に伝えた。
TVOはレース翌日の月曜深夜の50分間の放送で、対するWOWOWは有料放送であるものの、TVOの2日後に全国放送という、ある種の棲み分けが整う形となった。

- 1992年
TVOとWOWOWは共に、GP中継を強化させていく。それまで、TVOは月曜深夜、WOWOWは水曜放映とリピート放送を基本としていたが、日曜深夜にF1グランプリを放映していたフジテレビに打ってでる形で、放映時間帯を日曜深夜に移動する。WOWOWに至っては、開幕戦の日本GPは生中継し、その他のGPにおいては放送時間枠を更に1時間拡大し、深夜0時から3時間に渡り放映を行った（ただし、サイドカークラスの放映はなくなった）。また、この年からほとんどのレースを現地から中継した。TVOの放映布陣は実況：千年屋俊幸、解説：福田照男、山田純らがほぼ固定し、WOWOWの実況はみし奈昌俊を中心に、柄沢晃弘、高柳謙一、解説には八代俊二を中心に、泉優二、土志田彰が加わる。番組制作はTBSの子会社であるTBS-Vが1997年シーズンまで担当した。

- 1993年～1997年
WOWOWは実況を柄沢晃弘に固定する形をとった。

- 1998年
1997年シーズン終了後、GP中継に転機が訪れた。TVOがGPの放映権を手放す事になったのである。これにより、TVOから衛星放送放映権枠を譲られる形で中継を行っていたWOWOWの放映が終了することになった。
これは、世界GPが新たな放送の媒体となると踏んだNHKとフジテレビが放映権獲得に乗り出したことが原因となった。
当初、NHKは日曜深夜のBS放送の空白地帯にGP中継を入れることを想定していたとされ、GPはBS2の日曜深夜に放送されると報じられていた。
対するフジテレビは、当時、開局予定だったCS放送（J-スカイB）でGP放映を予定していたとされる。
2局の獲得競争は予想外に熾烈なものとなり、結果的に放映権料が吊り上げられ、TVOは早々に獲得競争から脱落することになった。
放映権料の点から、当初はフジテレビ優位とされ、事実、フジの提示金額はNHKよりも上とされていた。しかし、1997年秋の段階で、J-スカイBは開局しておらず、シーズン開幕戦の中継にさえ、間に合わないことは確実だった。また、F-1中継をも抱えるフジテレビにGP中継が可能であるかという点も放映権を統括するドルナ社から疑問視されていた。NHKは公共放送であるという点が評価され、金額ではNHKの上を行っていたとされるフジテレビではあったが、結果的に放映権はNHKに渡ることになった。
GPの放映権は地上波が優先とされており、地上波放映権を獲得した局がBS/CS放映の権利を獲得することができた。しかし、放映権を獲得したNHKは当初から地上波放映をする予定はなく、結局、地上波の枠をTVOに譲る形となり、1998年シーズンはTVOも地上波中継を継続することになった。
当初はBS2での深夜録画放送とされていたNHKであったが、4時間半という放送時間を確保し、チャンネルはBS1で生中継されることになった。しかしいざ放送が始まってみると、実況アナウンサーの中継技量、レースの知識等の希薄な面が露呈される形となり、中継の段取りもWOWOW、TVOほど整備されておらず、また、サッカーのワールドカップ フランス大会と重なったマドリードGP、オランダGPは1時間50分のハイライト放送となった。中継自体も日本GP以外の海外GPについてはすべて、スタジオのモニターに映る国際映像のみの映像を頼りにする実況中継であったため、臨場感に欠ける点も否めなかった。また公共放送という性格から固有の商品名を放送することができないこと等もあり、それが更に弊害を生むことになった。

- 1999年～2001年
89年から中継を担当していたTVOが資金的理由からGP中継から撤退を表明。この事によりGP中継の地上波放送は日本テレビへとバトンタッチした。有料放送はNHK BS1が引き続き行った。BS1の実況は田中崇裕にほぼ固定され、一定の評価を得るようになった。

- 2002年～2003年
NHK BS1での中継はMotoGPクラスが中心となり、しかも、生中継ではなく、録画、ディレイ放送という形が大半となった。
完全放送は、同年開局した110°CS放送、日本テレビ系の有料放送日テレG+（ジータス）が担当することになった。日テレG+では大半のレースが生中継された。しかしそれも年を経るごとに深夜時間帯への録画放送へと移行していく。地上波放送では、日本テレビにより関東ローカルの深夜時間枠で放映された。

- 2004年
NHKはMotoGPクラスを一部生放送し他のクラスをハイライト放送、日テレG+は深夜時間帯で完全放送、地上波放送は日本テレビによる関東ローカルの深夜時間枠で放映という形で中継を行った。しかし、近年の欧州でのGP人気で放映権料が高騰し、その結果、翌年以降、NHKは放映撤退を余儀なくされることになった。

- 2005年
2004年シーズン終了間際にNHKの放映撤退が決定的なものとなる。
日本での配信先が決定しない中、日テレG+で放映を行っていた日本テレビが放映権獲得に名乗りを挙げた。日本のバイクメーカーが活躍するMotoGPで、日本でのTV中継がないということを危惧したドルナ社は欧州での放映権料に比較し、かなり、割安な金額で日本テレビに放映権を譲ったとされている。
この2005年から現在にかけて、日本テレビが日本におけるテレビ放映権を独占することになり、「地上波放送は深夜枠でMotoGPクラスを中心に関東ローカルで放映、CS放送は日テレG+で基本的に全クラス完全生中継」という体制が確立されていく。
（解説:辻本聡、宮城光、青木拓磨、坂田和人）

- 2006年
第15戦日本GPにおいて、TBS時代の1988年日本GP以来となる地上波放送での生中継が実施された（MotoGPクラスのみ、125、250はハイライト）。また、このレースは1998年のTVO時代以来となる、全国ネットでの放送となった。
この年以降、「日本GPのみ全国ネット中継」という体制がとられることになる。

- 2007年～2008年
地上波放送において、「月刊MotoGPプラス」という試みが行われた。これはひと月に行われるいくつかのレースのうちの一戦の放送枠を30分拡大し、通常のレース中継だけでなく、日本人ライダーの詳報や過去の名ライダー列伝などを放送するというものである。この試みは2008年まで行われた。
また、地上波放送における日本GPの中継は、この年から若干ディレイでの放送となった（これは現在まで続いている）。

- 2009年
日テレG+の姉妹チャンネル「日テレプラス」において、第2戦日本GPがノンスクランブルで完全生中継された。これはプロ野球の巨人戦を最優先とする日テレG+が、巨人戦のデーゲームを生放送することになり、日本GPと放送時間が重なってしまった事が原因である。ちなみに日テレG+では夜にノーカット放送が行われた。
また、この年から解説に上田昇が加わった（主に250cc/Moto2クラスを担当する）。さらに最終戦バレンシアGPでは中野真矢がゲストとして登場した。翌年以降、度々ゲスト解説として登場することになる。

- 2010年
2010年から、日テレG+の中継が大きく改善されることになった。
まずレースウィーク前に、前年の同GPの再放送が行われるようになった（例:日本GPのレースウィーク前には前年の日本GPを放送）。
また第2戦スペインGPから、それまでMotoGPクラスのみであった予選の放送枠が大きく拡大され、全クラスをノーカットで放送することになった。日本GPでは以前から行われていたが、海外ラウンドで、しかも恒常的に行われることは初めてであった。さらに第5戦イギリスGPにおいて、こちらも海外ラウンドでは初となる予選の全クラス生放送が実現した。

- 2011年
地上波放送において、バイク好きとして知られる女性タレントの英玲奈をナビゲーターに起用した。主にナレーションを担当し、日本GPではレース直前のグリッドリポートを行った。

- 2012年
世界GPの地上波放送では初となる、副音声付きでの放送を実施した。主音声では日テレG+の実況と解説をそのまま放送し、副音声では「芸能界一のMotoGPマニア」として知られるチュートリアルの福田充徳と、解説、実況が1人ずつという体制がとられた。
日本GPではMotoGPクラスのコメンテーターが日テレG+と地上波放送で完全に分けられ、地上波放送のコメンテーターは副音声とほぼ同じ顔ぶれとなった。

- 2018年
2018年シーズンから日本テレビ傘下の定額制インターネット動画配信サービス、Huluでも全レースがライブ配信。開催期間中は日テレG+での中継映像のほかに、オンボード画面やライブトラッキング、さらに予選レースのみ第2オンボード画面/決勝レース限定で空中ライブ画面といった4つのマルチアングルでレースが楽しめる内容となっている。

なおHuluストア（課金配信）ではライブ配信のほかに見逃し配信の販売も行なっている。

### 日本における公式映像
テレビ中継の無かった時代は、VIDEO VISON(英)が4〜6台のENGカメラで収録したものが主であった。イギリスのDuke Marketing Ltd.がヨーロッパでの発売・販売を行ってきた。
日本では初の廉価ビデオマガジン「バイカーズ・ビジュアル・エクスプレス」（制作：ダイエーSVラボ／1987年6月創刊）が世界GPを扱い出したことをきっかけとし、「パワースポーツ・ビデオ」（発売：大陸書房）や「マンスリーモーターサイクルビデオマガジン RIDE ON」（制作／発売禅プランニング）、「ライダーズビデオステーション・バーン」（発売：ジャパン・ネットワーキング）やビデオサービスフルカワからビデオマガジン形式でシリーズ戦が発売された。
1989年の日本国内で全戦がTXN系列で放映されると同時に、「バイカーズ・ビジュアル・エクスプレス」（制作：アートスタッフ／発売：世界文化社）が全戦をリリース。以降発売元は、1991年日本ビクター、1992年東芝EMI、1993年よりウィック・ビジュアル・ビューロウとなっている。
2000年からはエキスプレスが発売元となり、2004年からは公式DVDとしてウィック・ビジュアル・ビューロウがラウンド毎に発売している。